# Шахин, Рамазан
Рамаза́н Шахин (тур. Ramazan Şahin; имя при рождении — Рамза́н Исмаи́лович Ирбайха́нов; род. 8 июля 1983, Хасавюрт, Дагестанская АССР, СССР) — турецкий борец вольного стиля, олимпийский чемпион 2008 года, чемпион мира и Европы. Участник Олимпийских игр 2012 года в Лондоне.

## Биография
Рамазан Шахин — уроженец Хасавюрта. По национальности — чеченец. В детстве занимался в борцовской школе имени братьев Сайтиевых. В 2006 году переехал в Турцию. Там он вместе с турецким гражданством получил и новую фамилию «Шахин». Осенью 2007 года Рамазан стал чемпионом мира, был единственным, кто нарушил гегемонию российской сборной, которая забрала тогда все остальные золотые медали. В апреле 2008 года Шахин завоевывает титул чемпиона Европы. 21 августа 2008 года в весовой категории до 66 кг на олимпиаде в Пекине Рамазан стал олимпийским чемпионом.
На Олимпийских играх 2012 года в Лондоне в схватке за бронзовую медаль проиграл Акжуреку Танатарову из команды Казахстана.
После завершения спортивной карьеры был одним из тренеров сборной Турции. В феврале 2019 года возглавил сборную Туркменистана по борьбе.